# Le Relais (station de ski)
Le Relais est une station de sports d'hiver située à Lac-Beauport, au Québec.

## Histoire
Dans les années 1930, on cherche un endroit pour implanter la première station de ski de la région de Québec. La Chambre de commerce des jeunes de Québec lorgne du côté des plaines d’Abraham. Le skieur émérite Herman Smith-Johannsen, lui, sait que la station doit se trouver du côté du nord de la ville, dans les contreforts des Laurentides. Le mont Murphy est acquis en 1936. Le courtier et président de l'Association des sports d’hiver de Québec fournit 1500 $ pour la construction des pistes. Une souscription publique permet d'amasser 8 500 $. Un chalet pour skieurs ouvre ses portes en janvier 1938 et prend le nom de Relais.
Le 30 juin 1987, Le Relais est acheté par les Entreprises PEB, sous la direction de Laurier Beaulieu. Le nombre de pistes sera doublé.
Plusieurs skieurs québécois célèbres se sont entraînés au Relais dont Gabrielle Pleau, première skieuse olympienne québécoise, ou bien les frères Yves et Philippe LaRoche.

## Attraits
En été, des rampes et un bassin d'eau servent au Centre national d'entraînement de ski acrobatique Yves-Laroche.
On y retrouve aussi un club de vélo de montagne et un club d'entraînement hivernal en ski acrobatique.

## Compétitions
- Coupe du monde de ski acrobatique : janvier 1993, janvier 1994, janvier 1995

## Galerie

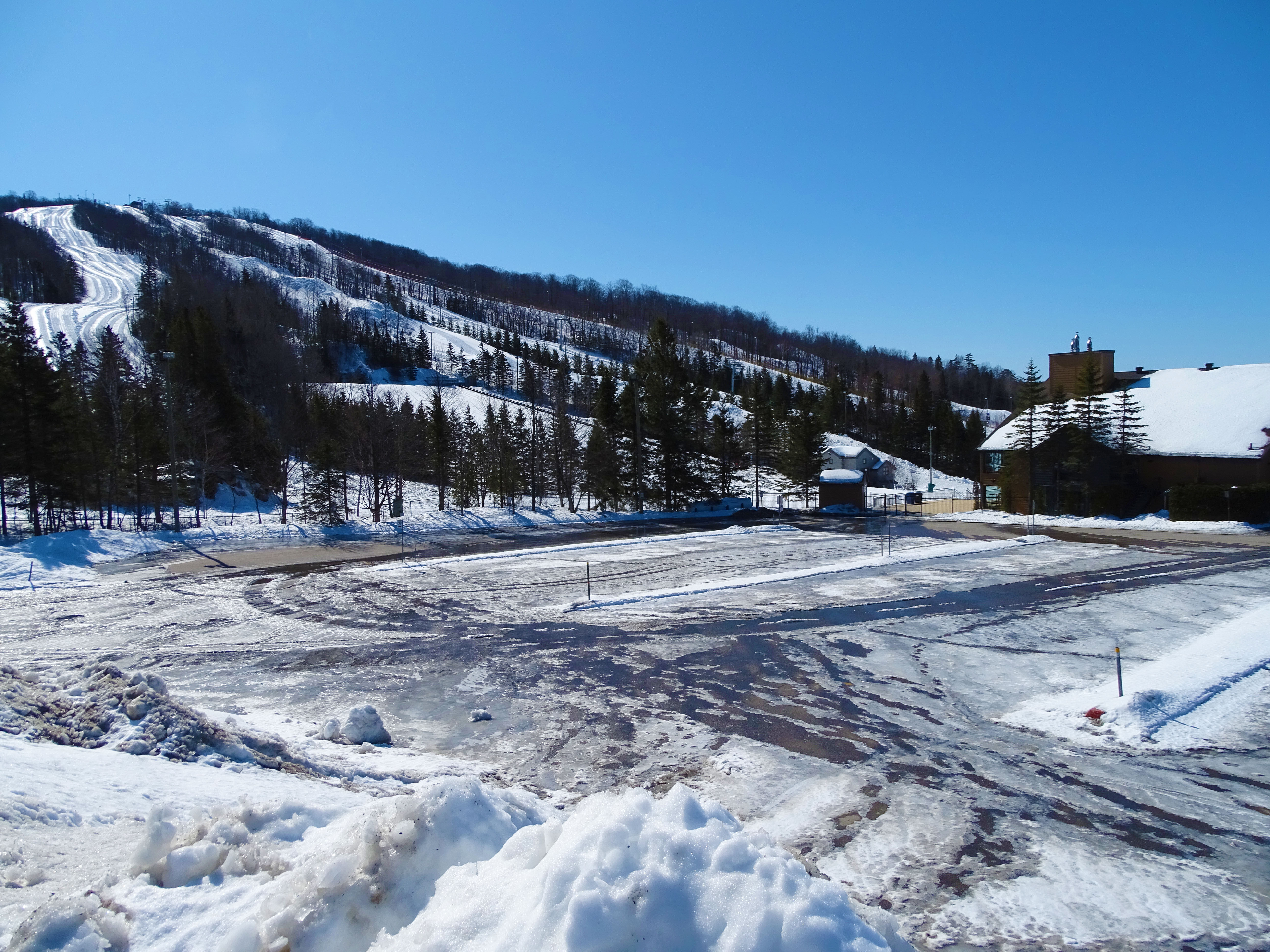
Stationnement et pentes de ski
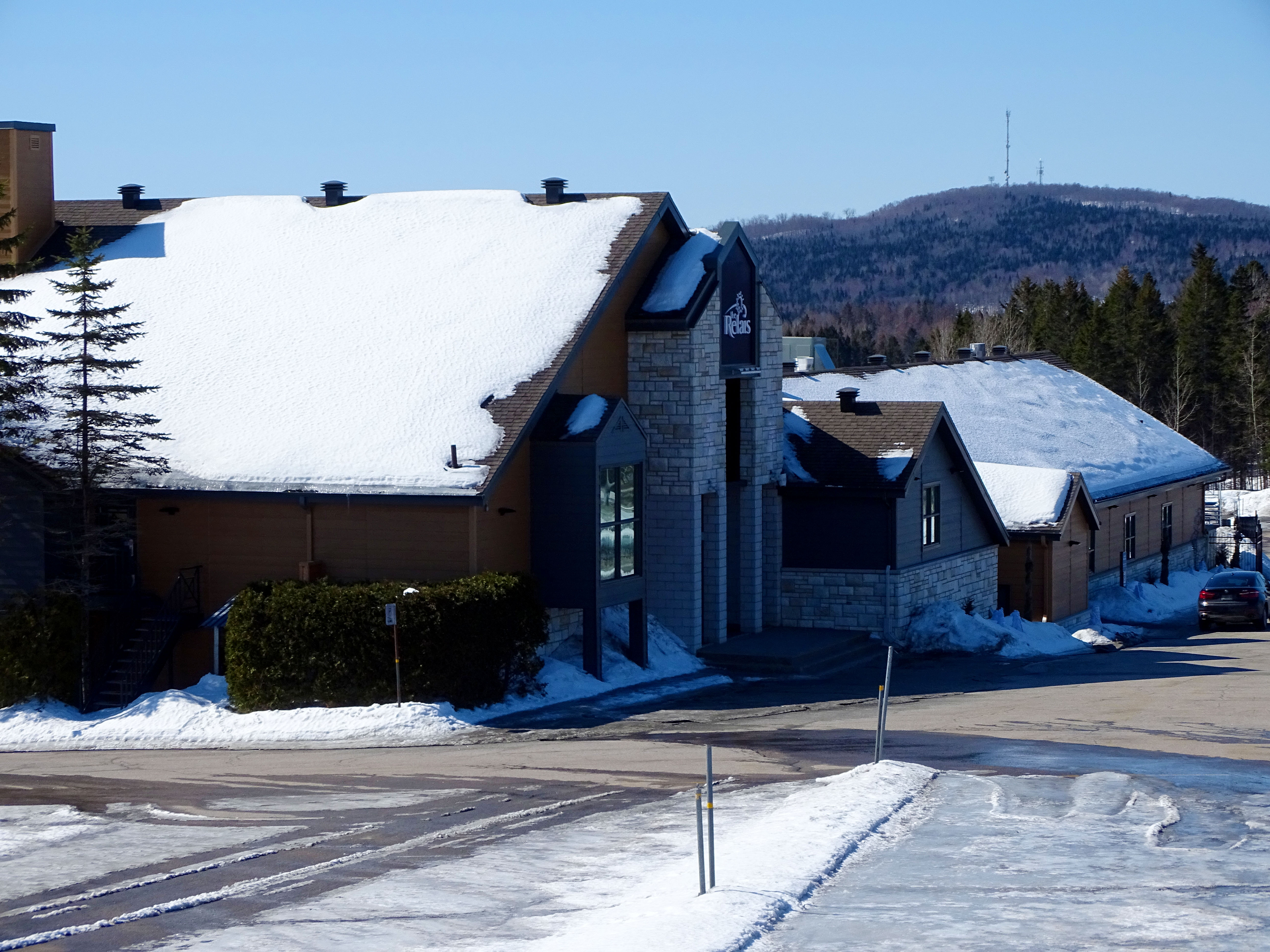
Chalet principal
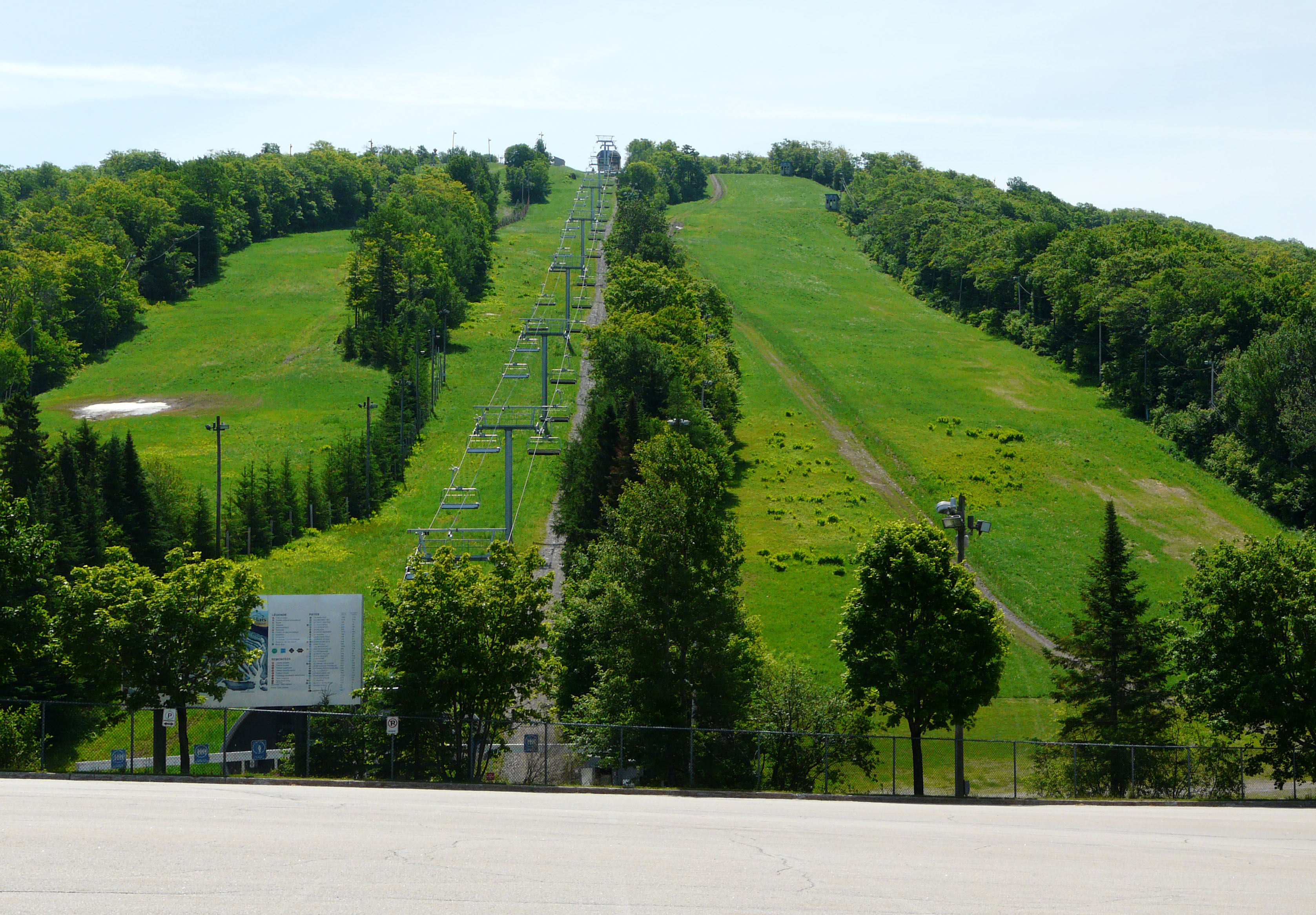
Montagne des Ormes